# Rimini Calcio 1949-1950
Questa voce raccoglie le informazioni riguardanti il Rimini Calcio nelle competizioni ufficiali della stagione 1949-1950.

## Rosa
| N. |                   | Ruolo | Calciatore              |
| -- | ----------------- | ----- | ----------------------- |
|    | Italia (bandiera) | A     | Valerio Ampollini       |
|    | Italia (bandiera) | A     | Eustergio Ballardini    |
|    | Italia (bandiera) | D     | Mario Bologna           |
|    | Italia (bandiera) | C     | Giorgio Bordini         |
|    | Italia (bandiera) | D     | Loris Borsari           |
|    | Italia (bandiera) | C     | Ferruccio Brando        |
|    | Italia (bandiera) | C     | Cesare Brunetti         |
|    | Italia (bandiera) | D     | Silvestro Casadei       |
|    | Italia (bandiera) | P     | Carlo Alberto Cicchetti |
|    | Italia (bandiera) | P     | D. Del Duca             |
|    | Italia (bandiera) | A     | L. Fichera              |

| N. |                     | Ruolo | Calciatore       |
| -- | ------------------- | ----- | ---------------- |
|    | Ungheria (bandiera) | C     | Tibor Garay      |
|    | Italia (bandiera)   | C     | Mario Ghinassi   |
|    | Italia (bandiera)   | A     | Nevio Giangolini |
|    | Italia (bandiera)   | D     | Ilario Mantovani |
|    | Italia (bandiera)   | C     | Nicola Monaco    |
|    | Italia (bandiera)   | A     | Montanari        |
|    | Italia (bandiera)   | C     | Pasini           |
|    | Italia (bandiera)   | A     | Randi            |
|    | Italia (bandiera)   | A     | Raoul Ravaglia   |
|    | Italia (bandiera)   | C     | Renato Vanzolini |
|    | Italia (bandiera)   | D     | Mirco Veroli     |